# Jhon Viáfara
Jhon Eduis Viáfara (La Paz Robles, 27 oktober 1978) is een Colombiaans voetballer die sinds 2013 onder contract staat bij de Colombiaanse club Deportivo Cali.

## Clubcarrière
Viáfara speelt als verdedigende middenvelder. Hij maakte zijn debuut in het profvoetbal in 1998 als speler van América de Cali. In 2005 sloot hij zich aan bij de Engelse club Portsmouth FC, waar hij in totaal 14 wedstrijden speelde. Na te zijn uitgeleend aan het Spaanse Real Sociedad (elf duels, twee rode kaarten) volgden twee seizoenen in dienst van Southampton FC. In 2008 keerde Viáfara terug naar zijn vaderland.

## Interlandcarrière
Viáfara kwam 32 keer uit voor het Colombiaans voetbalelftal en scoorde daarbij één keer. Onder leiding van bondscoach Francisco Maturana maakte hij zijn debuut voor Los Cafeteros op 20 augustus 2003 in de vriendschappelijke wedstrijd tegen Slowakije (0-0) in New York.

## Erelijst
América de Cali
- Landskampioen

2000, 2001
 Once Caldas
- Landskampioen

2003, 2009
 Atlético Junior
- Landskampioen

2011 [A]

## Privéleven
Op 19 maart 2019 wordt Viáfara gearresteerd in Cali voor drugshandel en cocaine export naar de Verenigde Staten.